# Performance Management
Performance Management (deutsch Leistungsmanagement) ist der Anglizismus für die Funktion oder Organisationseinheit, die sich in Unternehmen mit dem Management der Performance (deutsch Leistung, Erfolg) befasst.
Das Performance Management beruht auf der Annahme, dass die Leistung einer Organisation (Unternehmen, öffentliche Verwaltung, sonstige Personenvereinigungen) von der Leistungsfähigkeit und Leistungsbereitschaft der Mitarbeiter bestimmt wird, wobei die Leistungsfähigkeit von Personalauswahl und Personalentwicklung abhängt und die Leistungsbereitschaft durch die Aufgaben, die Führung und den Umweltzustand beeinflusst wird. Das Performance Management bedient sich aus durch Unternehmensdaten gewonnenen betriebswirtschaftlichen Kennzahlen über das Unternehmen, um hieraus die Erfolgsfaktoren und Schwachstellen zu identifizieren. 

## Aufgaben
Beginn für das Performance Management ist die Analyse des Geschäftszwecks und die nachfolgende Definition der Unternehmensziele. Das Performance Management orientiert sich vor allem an Key Performance Indicators (KPI) und kritischer Erfolgsfaktoren als den zentralen Steuerungskennzahlen. Hierbei kann das Business-Activity-Monitoring eingesetzt werden. Das Performance Management ist auf die Optimierung des Shareholder Value ausgerichtet. Die Unternehmensziele sollen durch Planung der Performance und deren Messung und Lenkung sowie der Belohnung für erreichte Performance erfüllt werden.

## Definitionen
Abhängig von seiner Definition in der Fachliteratur kann sich Performance Management nur auf die Leistungserbringung einer Organisation beziehen oder auf die Leistungsmessung individueller Mitarbeiter und Arbeitsgruppen. So gibt es einerseits Ansätze, die Performance Management rein auf die Leistung einer gesamten Organisation beziehen und dies von der Leistungsbeurteilung einzelner Mitarbeiter abgrenzen. Die Begriffsfassung des Performance Managements wird abgegrenzt von engeren Definitionen wie z. B. der Leistungsbeurteilung oder dem 360°-Audit. Diesen Methoden ist die reine Leistungsbewertung einer Person in einer vergangenen Leistungsperiode (z. B. Geschäftsjahr) gemeinsam, nicht aber die unmittelbare Fokussierung auf Leistungssteigerung einer Gruppe.
Andere Ansätze verwenden den Ausdruck Performance Management auch, um die Leistungsbeurteilung und -belobigung einzelner Mitarbeiter zu bezeichnen, und nicht nur die Leistungssteuerung einer Organisation.
Weitere Autoren schreiben wiederum, dass Beiträge zur Leistung einer Organisation sowohl von Individuen, Gruppen von Angestellten als auch von externen Gruppen geleistet werden können. In diesem Zusammenhang wird Performance Management definiert als eine Reihe folgender Aktivitäten:
- Planung der Wertschöpfung
- Aktivitäten, um Wertschöpfung zu steuern
- Messung der Beiträge zur Wertschöpfung
- Belohnung der jeweiligen Beiträge[10]

## Zielsetzung des Performance Managements
Zielsetzung des Performance Managements ist eine systematische, mehrdimensionale Leistungsmessung, -steuerung und -kontrolle. Leistungen auf verschiedenen Ebenen (Mitarbeiter, Teams, Abteilungen, Prozesse) werden verfolgt mit dem Ziel der kontinuierlichen Verbesserung von individueller und Unternehmensleistung. Im Performance Management müssen u. a. Lerneffekte und Mitarbeiter-Motivation aufgebaut werden. Als Datenbasis dient ein Performance-Measurement-System zur Unterstützung einer ausgewogenen Leistungserfassung.
Allen Ansätzen des Performance Management ist gemein, dass sie sich im Gegensatz zu bilanz- und rechnungswesenorientierten Steuerungsinstrumenten nicht nur auf die Analyse, Planung, Steuerung und Kontrolle von finanziellen Größen beziehen, die vor allem vergangenheitsorientiert sind. Performance Management integriert stattdessen insbesondere zukunftsorientierte, nichtfinanzielle Größen, um eine ganzheitliche Planung und Steuerung der Leistung und der Leistungsfähigkeit des Unternehmens zu ermöglichen. Das wird in der Regel durch eine Modellbildung erreicht, die ausgehend vom derzeitigen Stand die weitere Entwicklung der Leistungsprozesse zum Inhalt hat.
Leistung ist hier sowohl als Prozessablauf, im Sinne von Leistungserbringung, als auch als Ergebnis zu verstehen. Die prozesszentrierte Leistungsbetrachtung ist die Basis des Process Performance Management. In der Regel wird ein ausgewogener Mix von Größen zur Messung der finanziellen Ergebnisse, der Prozesseffizienz, der Qualität, der Mitarbeiter- und Kundenzufriedenheit angestrebt. Als Instrument zur Leistungsmessung kann in diesem Zusammenhang z. B. die Balanced Scorecard eingesetzt werden.

## Performance Management im öffentlichen Dienst
Im staatlichen Bereich (Public Management) wird der Begriff Performance Management seit den 1940er Jahren verwendet, um eine Fokussierung auf die Leistungen und Wirkungen des staatlichen Handelns zu umschreiben. In diesem Zusammenhang stehen auch Versuche, die Ressourcenzuweisung an Leistungen statt an Aufwandarten zu binden (sogenanntes Performance Budgeting). Besondere Aktualität hat das Performance Management mit den Reformansätzen der öffentlichen Reformverwaltung bekommen.
Performance Management im öffentlichen Dienst muss mit anderen Kriterien für Leistungserbringung arbeiten als Wirtschaftsunternehmen, da Gewinnmaximierung im öffentlichen Dienst nicht im Fokus der Aktivitäten steht. Stattdessen kann z. B. im Vordergrund stehen, öffentliche Leistungen besonders ökonomisch, effizient und effektiv zu erbringen.

## Performance Management in Non-Profit-Organisationen
Performance Management ist für eine Non-Profit-Organisation im Zuge des wachsenden Legitimationsdruckes von existentieller Bedeutung geworden: Da für eine Non-Profit-Organisation Gewinnerzielung nicht im Vordergrund steht, spielt für das Performance Management eine Rolle, wofür sich die Organisation einsetzt und was sie tatsächlich erreicht. Voraussetzung für den Aufbau eines Performance-orientierten Systems ist das Denken in wirkungsorientierten Zielen. Dem folgt die Ausarbeitung von sogenannten Ursachen-Wirkungsketten. Diese stellen die logischen Verbindungen zwischen den eingesetzten Ressourcen und den erzielten Wirkungen dar. Ob in den Tätigkeitsbereichen einer Non-Profit-Organisation angesichts der vielseitigen Einflüsse solche Zusammenhänge überhaupt feststellbar sind, ist strittig. Unabhängig davon ist der Lernprozess, der Performance Management in der Organisation  auslöst, zu beachten.

## Ausprägungen des Performance Managements
Im IT Performance Management werden Methoden des Performance Management durch Informationstechnik (IT) implementiert. Unter IT Performance Management fällt auch das sogenannte Application Performance Management.
Business Performance Management richtet sein Hauptaugenmerk auf die Situation des Gesamtunternehmens, im Gegensatz zur Fokussierung auf einzelne Geschäftsbereiche. Das Ziel ist die Gesamtleistung des Unternehmens zu verbessern. Dies bedeutet eine Angleichung der strategischen und operativen Zielsetzungen sowie Aktivitäten, um die Leistungsfähigkeit eines Unternehmens zu steuern. Das Ziel ist es, den Verantwortlichen ein Werkzeug in die Hand zu geben, die aktuelle Position des Unternehmens zu bestimmen und zu steuern. Notwendig ist dabei die Bestimmung eines geeigneten, möglichst risikoadjustierten Performancemaßes (Performance (Risikomanagement)) als Erfolgsmaßstab, das sich aus einem Ergebnismaßstab (z. B. Erwartungswert des Gewinns) und einem Risikomaß (z. B. Standardabweichung des Gewinns) ableiten lässt. In wertorientierten Managementkonzepten wird oft der Economic-Value-Added oder direkt der Unternehmenswert als Performancemaß verwendet. Der aggregierte Risikoumfang wird dabei meistens über die risikogerechten Kapitalkosten erfasst.
Operational Performance Management ist die Angleichung der verschiedenen Geschäftszweige innerhalb einer Firma, um das gemeinsame Geschäftsziel zu verbessern. Dies wird dadurch erreicht, dass die operativen Prozesse der Geschäftsbereiche optimiert werden.
Marketing Performance-Management ist eine Spezialisierung des Performance Managements im Marketing. Es konzentriert sich auf die Marketing-Performance, deren Effektivität und Return on Investment.

## Performance Management als Studiengang
Studiengänge zum Performance Management werden in MBA-Form bisher berufsbegleitend angeboten von der Leuphana Universität Lüneburg sowie von der Hochschule Ludwigshafen.

## Abgrenzung
Ein Performance-Measurement-System hat die Aufgabe, Maßnahmen im Bereich des Performance Measurement auf der Basis von Kennzahlen durchzuführen.